# Kuşaklı, Reyhanlı
Kuşaklı là một xã thuộc huyện Reyhanlı, tỉnh Hatay, Thổ Nhĩ Kỳ. Dân số thời điểm năm 2011 là 887 người.